# Polyplax hannswrangeli
Polyplax hannswrangeli är en insektsart som beskrevs av Eichler 1952. Polyplax hannswrangeli ingår i släktet Polyplax och familjen ledlöss. Inga underarter finns listade i Catalogue of Life.